# Stazione di Galleria di Ciampino
La stazione di Galleria di Ciampino è una fermata ferroviaria dismessa situata nei pressi dell'omonima galleria. Serviva il centro abitato di Ciampino, in provincia di Roma.

## Storia
La fermata venne ufficialmente inaugurata come casa cantoniera il 1º gennaio 1917, tuttavia questa risultava già attiva e servita dai treni all'inizio del 1902. Inizialmente chiusa il 1º luglio 1932, venne riaperta il 1º marzo 1939. Venne soppressa definitivamente nel 1958.

## Strutture e impianti
Della fermata, posta alla progressiva 16+984, rimane solo il fabbricato viaggiatori, composto da un casello e divenuto abitazione privata, e il fabbricato per i servizi igienici.

## Servizi
La fermata disponeva di:
- Servizi igienici